# می یاساکا
می یاساکا (انگلیسی: Mei Yasaka؛ زادهٔ ۵ دسامبر ۱۹۹۶) بازیکن فوتبال اهل ژاپن است.
از باشگاه‌هایی که در آن بازی کرده‌است می‌توان به باشگاه فوتبال آی ان ای سی کوبه لئونسا اشاره کرد.